# Муссало
Муссало (фин. Mussalo) — крупный остров в юго-восточной Финляндии, в Финском заливе Балтийского моря. Расположен к юго-западу от острова Котка. Административно относится к общине Котка в области Кюменлааксо. Население 3642 человек по состоянию на 31 декабря 2012 года.
Порт Муссало — часть порта Хамина-Котка — самого крупного экспортнотранзитного и универсального порта Финляндии. Именно в Муссало производится перевалка большинства экспортных и транзитных контейнерных грузов Финляндии. В 2001 году на Муссало появился первый в стране полномасштабный контейнерный порт, пропускная способность которого составляет 1,5 млн TEU в год. Начиная с 2004 года порт Котка осуществляет переработку импортных легковых автомобилей, большая часть которых идет на российский рынок. В Муссало находится контейнерный порт, терминал жидких грузов, терминал сыпучих грузов и гавань (глубина 15,3 м). Контейнерный порт занимает 400 гектаров. В контейнерном порту работают три крупнейших в Финляндии контейнерных оператора: компании «Steveco», «Finnsteve» и «Multi Link terminals». На терминале жидких грузов работают два оператора, занимающиеся обработкой различных химикатов, преимущественно следующих транзитом из России. В порту Муссало ведут деятельность десятки компаний, предлагающих логистические услуги, складские услуги и услуги терминалов. Муссало является крупнейшим в Финляндии пунктом портового затаривания в контейнеры пиломатериалов, целлюлозы и бумаги.
Остров соединён мостом через остров Нокконен с материком и мостом через остров Норсари с Котка.